# 赵文翙
赵文翙（？—696年6月16日），武周时代营州（今辽宁朝阳）都督，管理奚和契丹。赵文翙傲慢固执，他瞧不起契丹和奚族，把他们的首领看做奴仆。在契丹饥荒时，他不赈济灾民。这引起了契丹人的怨恨。松漠都督李尽忠和他的内兄孙万荣利用这种怨恨，在万岁通天元年（696年）五月十二壬子日，李尽忠、孙万荣起兵反周，杀死了赵文翙，攻陷了营州。